# Ђерђ Фишта
Ђерђ Фишта (alb. Gjergj Fishta; 23. октобар 1871, Задрима, Фишта, Османско царство – 30. децембар 1940, Скадар, Краљевина Албанија) био је албански песник, преводилац и католички свештеник, члан монашког реда фрањеваца. Књижевни допринос Ђерђа је допринео развоју албанског језика. Био је највећа и најважнија особа у албанској књижевности у првој половини 20. века. Хвалило га се и славило као "националног песника Албаније" и "албанског Хомера".

## Биографија
Био је први албански кандидат за Нобелову награду.
Родио се 1871. у области Задрима у селу Фишта (некада православном) близу села Трошани, у Љешком крају у северној Албанији. Крстио га је фрањевачки мисионар и песник Леонардо де Мартино (1830—1923). Млади Фишта је похађао фрањевачке школе у Трошану и Скадру. На њега су као дете утицали де Мартино и босански Хрват, мисионар и књижевник, Ловро Михачевић. Михачевић је потицао љубав за књижевност и његов материњи језик код младог надареног Фиште. 1886. су кад је напунио 15 година, фрањевци из реда Мале браће послали га у Босну, где су одлазили бројни млади Албанци који су се одлучили за свештенство. Школовао се у фрањевачким установама у Краљевој Сутјесци, Ливну и Крешеву. Тамо је студирао теологију, филозофију и језике, латински, италијански и хрватски, ради припремања за његову будућу и књижевничку каријеру. Док је био у Босни, био је у контакту с писцима из редова Хрвата из БиХ Гргом Мартићем (1822—1905) и Силвијом Страхимиром Крањчевићем (1865—1908) с којима се спријатељио и који су побудили књижевничку црту у њему. После су на његов рад утицала дела Андрије Качића Миошића и Ивана Мажуранића.
Председавао је комисијом Манастирског конгреса која је одредила албанску абецеду. 1921. је постао потпредседник албанског парламента.
Довршио је и објавио 1937. године албански национални еп Горска гусла. Еп је на гегијском наречју албанског језика. Садржи 30 певања с преко 17.000 стихова. Многи га научници називају албанском Илијадом.
Доласком комуниста на власт у Албанији новембра 1944. године пао је у заборав, због тога што су његови радови проглашени за анти-Словенску пропаганду.